# コロンビア最高裁占拠事件
コロンビア最高裁占拠事件（コロンビアさいこうさいせんきょじけん）は、1985年11月6日から11月7日にかけてコロンビアで起きた人質事件である。

## 概要
11月6日午前11時35分、首都ボゴタの最高裁判所兼法務省ビル（正義宮殿）に左翼ゲリラ組織4月19日運動（M-19）の武装ゲリラ35名（男性25名、女性10名、司令官ルイス・オテロ）が侵入し、警備員ら2名を殺害し、国会議員や市民、判事12名を含む約300名を人質に取った。M-19はベリサリオ・ベタンクールコロンビア大統領（当時）との「和平のための直接交渉」を要求したが、アルフォンソ・レイエス最高裁長官の攻撃中止要請にもかかわらず、治安部隊は事件発生3時間後からEE-9 カスカベル装甲車などを使って突入作戦を開始し、約200名の人質を救出、28時間にもわたる激しい銃撃戦の末に最高裁を制圧した。ゲリラ全員を殺害・制圧することには成功したが、最高裁は炎上し、最高裁長官と判事11名、兵士48名と市民60名を含む人質115名が死亡するという大惨事となった。

### 背景
この事件の背景には当時深刻化していた麻薬問題があり、麻薬密売組織メデジン・カルテルの最高幹部パブロ・エスコバルが自身のアメリカ当局への身柄引き渡しを阻止するため、M-19の指導者カルロス・ピサロに最高裁長官の暗殺と麻薬関連書類の焼却を依頼し、ピサロが230万ドルで引き受けたとされる。また、最高裁は軍による左翼活動家に対する人権侵害を審理していたため、混乱に乗じて治安部隊による証拠隠滅のための意図的な放火や目撃者の殺害が行われたとの情報もある。

## 類似事件
事件を起こしたM-19は、事件の5年前の1980年2月27日に在コロンビア ドミニカ共和国大使館占拠事件を起こし、ドミニカの独立記念日を祝うパーティーに参加していたアメリカやエジプトなどの各国大使ら52名を人質に政治犯の釈放を要求する事件を起こしており、事件から61日後にコロンビア政府が要求の一部に応じて犯行グループはキューバに出国した。
この事件は、1975年8月に日本赤軍がマレーシア クアラルンプールのアメリカ大使館とスウェーデン大使館を占拠、米国大使らを人質に日本政府にあさま山荘事件で逮捕された同志らの釈放を要求し、日本政府が超法規的措置でこれに応じた事件を参考にしたと言われ、当初はボゴタの日本大使館を襲撃する計画だったが、当時、日本大使館は高層ビルの最上階にあり、長期の籠城には不向きと判断、平屋建てのドミニカ大使館を狙う計画に変更したとされる。
なお、1996年12月17日に発生した在ペルー日本大使公邸占拠事件で、犯行グループのトゥパク・アマル革命運動（MRTA）はM-19と共闘関係にあり、MRTAはM-19のドミニカ事件を参考にしていたと言われる。

## その後
この事件を機会として、陸軍に都市テロ対策特殊部隊（AFEUR）が設立された。また、同名のAFEUR部隊は海軍にも設立されている。
事件から20年後の2005年に、当時のコロンビア軍諜報機関B-2のエージェントだった男性が、ジャーナリストのM・マヤに事件の真相を告白したとされる。マヤは元M-19ゲリラの上院議員G・ペトロとの共著で2006年に「Prohibido Olvidar: Dos miradas sobre la toma del Palacio de Justicia（忘れてはならないもの：２つの視点から見た最高裁・法務省ビル占拠事件）」という著書を出版した。
2010年6月9日、コロンビア司法当局は、当時の陸軍大佐ルイス・アルフォンソ・プラサス・ベガの責任を認め、禁固30年を宣告した。2015年12月、元大佐と元少佐に禁固40年の判決を言い渡した。